# Princes Park
Princes Park – dzielnica w Liverpoolu i park w Anglii, w Merseyside, w dystrykcie Liverpool. W 2021 miejscowość liczyła 8 221 mieszkańców.